# Everybody's Golf: World Tour
Everybody's Golf: World Tour, pubblicato con i titoli Minna no Golf 5 (みんなのGOLF5?, Minna no Golf 5) in Giappone e Hot Shots Golf: Out of Bounds in Nord America, è il quinto videogioco della serie Everybody's Golf ed il primo ad essere pubblicato per console PlayStation 3. Il videogioco è stato pubblicato il 26 luglio 2007 in Giappone, il 18 marzo 2008 in America del Nord e il 28 marzo 2008 in Europa. In Giappone il videogioco è stato inoltre distribuito nella confezione della PlayStation 3.
Un demo del titolo è stato reso disponibile sul PlayStation Network giapponese nel maggio 2007. Il 14 febbraio 2008 un demo localizzato per l'Europa è stato pubblicato sul PlayStation Network australiano. Il demo è arrivato in America il 26 giugno 2008.

## Accoglienza
| Testata         | Giudizio |
| --------------- | -------- |
| Play Generation | 86/100   |

La rivista Play Generation diede al gioco un punteggio di 86/100, trovandolo un simulatore di golf che divertiva con la sua immediatezza, le sue opzioni e la solidità del suo comparto tecnico.